# Fountainea
Fountainea é um gênero de insetos, proposto por Rydon em 1971, contendo borboletas neotropicais da família Nymphalidae e subfamília Charaxinae, caracterizadas por terem um voo muito rápido e forte. Alimentam-se de substâncias em umidade mineralizada do solo, podendo ser vistas sobre fezes e sugando fermentação em frutos caídos, em florestas ou outros habitats semissombreados, onde tendem a permanecer estáveis na folhagem ou no chão por longos períodos. Apresentam, vistas por cima, uma gama de cores em amarelo, laranja, abóbora, vermelho, lilás, violeta e azul. Fêmeas tendem a ser mais pálidas que os machos. Por baixo, estas borboletas possuem tons marrons que conferem uma semelhança muito forte com as folhas mortas, casca de árvores ou pedregulhos, podendo receber a denominação vernácula de finge-folha.

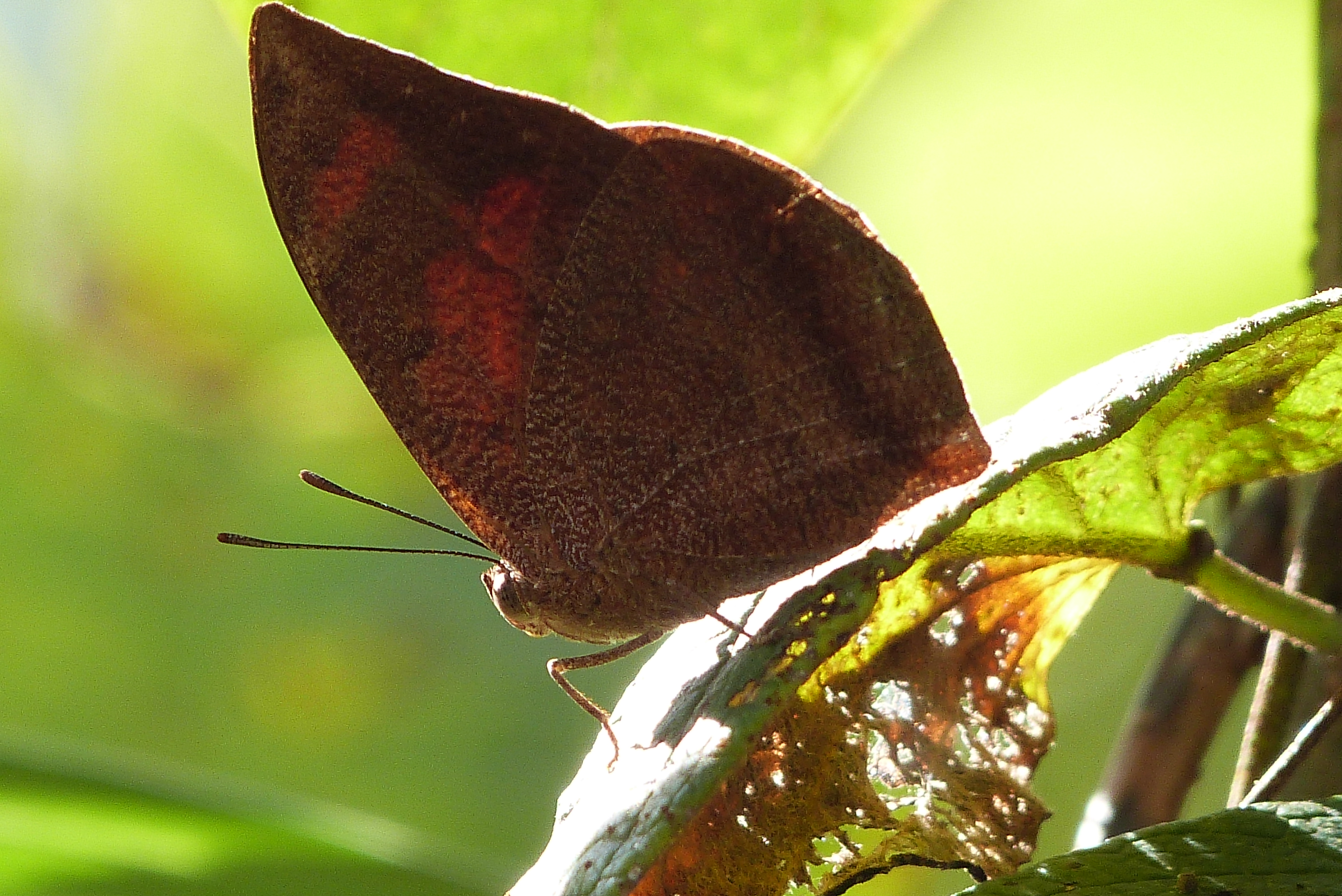
Vista inferior de F. ryphea; borboleta-rubi[4] ou finge-folha.

## Espécies e nomenclatura vernácula inglesa
- Fountainea centaurus (C. Felder & R. Felder, 1867)[8]
- Fountainea eurypyle (C. Felder & R. Felder, 1862)*[8]
- Fountainea glycerium (E. Doubleday, [1849])* - Angled Leafwing[8]
- Fountainea halice (Godart, [1824])*[8]
- Fountainea johnsoni (Avinoff & Shoumatoff, 1941) - Jamaican Leafwing[8]
- Fountainea nessus (Latreille, [1813])* - Cindy's Leafwing[8], Superb Leafwing[3]
- Fountainea nobilis (H. Bates, 1864) - Noble Leafwing[8]
- Fountainea rayoensis (J. Maza & Díaz, 1978) - Rayo Leafwing[8]
- Fountainea ryphea (Cramer, 1775)* - Espécie-tipo[2]: Ryphea Leafwing[8], Flamingo Leafwing[9]
- Fountainea sosippus (Hopffer, 1874)*[8]

(*) espécies encontradas no território brasileiro, de acordo com o livro Butterflies of Brazil / Borboletas do Brasil, de Haroldo Palo Jr.